# Ovella blanca mallorquina

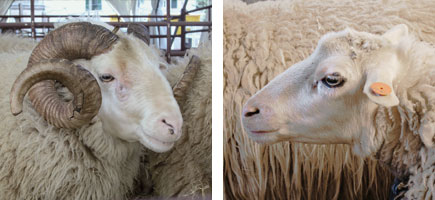
Ovella blanca mallorquina

L'ovella blanca mallorquina, o simplement ovella mallorquina, és un animal harmònic, rústic, de temperament tranquil, de llana basta de color blanc, que es presenta amb blens de forma variable. La grandària corporal varia molt amb les condicions i les zones d'explotació, però oscil·la entre els 35 i 65 kg de pes viu en les femelles adultes.

## Orígens
És una raça entroncada amb el bestiar oví de l'àrea insular mediterrània, del qual deriven també les races menorquina, eivissenca, corsa, sarda i siciliana, totes, de temps enrere, molt relacionades pel comerç existent entre les illes d'aquesta mar.
L'ovella mallorquina és el grup d'oví més extens de l'illa i es pot considerar històricament com una raça amb diversos ecotipus, com són el de pla i el de muntanya.
Els criteris i les actuacions introduïts durant la segona meitat del segle XX han conduït a l'estandardització d'aquesta raça, cosa que ha significat un gran pas per a la seva millora. La raça disposa de Llibre genealògic, publicat en el Butlletí Oficial de les Illes Balears de 19 de maig de 2001. El cens dels animals en puresa inscrits en el Llibre genealògic, s'està incrementant progressivament, igual que el nivell selectiu, gràcies al treball de l'Associació de Ramaders de l'Ovella de Raça Mallorquina.

## Característiques morfològiques

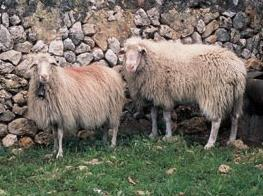
Parell d'ovelles mallorquines

Té el cap allargat però ben proporcionat, amb la línia frontonasal de perfil recte. Les femelles, generalment, són sulles, i en els mascles, un cert percentatge són banyuts. Les banyes dels mascles arriben a tenir una grandària considerable. Les orelles són mitjanes i situades en posició horitzontal. El coll és curt, i el cos, allargat i ben proporcionat, amb el costellam un poc arquejat. La gropa és ampla, llarga i un poc caiguda. Les extremitats són fortes i ben aplomades.
La pell és elàstica i revestida de pèl fi, de color blanc brillant amb tonalitats daurades, malgrat que s'admeten algunes pigmentacions, sempre de mida molt reduïda (ovelles pigardes) a la vorera dels ulls.
El velló és de color blanc, de tipus obert o mig obert, amb blens de forma variable i predomini de la forma piramidal, que recobreix tot el cos, deixa lliures les extremitats des dels avantbraços, les cames, les aixelles i l'entrecuix, i arriba a la nuca i amb freqüència al front, on pot formar la típica monya. Desapareix progressivament de davall del ventre amb l'edat i, a causa de la longitud de la fibra, a vegades arriba a formar un petit faldó als costats.

## Usos i aprofitament
És un animal fonamentalment de pastura, que aprofita la vegetació espontània, els rostolls i les fulles dels ametlers, però que de cada vegada depèn més de les pastures sembrades per a la seva alimentació directa, la qual cosa n'ha permès una planificació de la producció i una producció de cries al llarg de tot l'any.
La producció més important és la de carn, ja que la seva treta principal és la venda de les cries per a consum, amb una producció molt apreciada per la gastronomia illenca, atesa la seva gran qualitat 
És una raça rústica, bona mare i amb bones condicions lleteres, cosa que fa que sigui apreciada com a mare a les explotacions dedicades a la producció de carn.